# San Martino (Campi Bisenzio)
San Martino (già San Martino a Campi) è una frazione del comune italiano di Campi Bisenzio, nella città metropolitana di Firenze, in Toscana.
Si tratta di una delle cinque frazioni che compongono l'agglomerato urbano di Campi Bisenzio, tant'è che viene comunemente considerata dalla popolazione come un quartiere della città.

## Storia
San Martino, un tempo borgo essenzialmente agricolo, si trova sulla riva destra del fiume Bisenzio ed ha conosciuto nel dopoguerra una grande espansione edilizia che l'ha portato a saldarsi integralmente con il capoluogo di Santo Stefano e con la vicina frazione di San Lorenzo.
Un tempo la frazione era soprannominata La Piccola Russia per gli eccezionali risultati elettorali ottenuti dal PCI

## Monumenti e luoghi d'interesse
La chiesa parrocchiale di San Martino, di origine medievale, ha la strana caratteristica di essere divisa dal Bisenzio da quasi tutto il suo territorio parrocchiale: ciò è dovuto ad una deviazione del corso del fiume, effettuata nel 1328 per eliminare una pericolosa ansa. 
Oltre alla chiesa, San Martino conserva alcune testimonianze artistiche di valore come il convento delle Bettine, la medievale Torre Ginori, detta popolarmente "la Torre di Carbonaia" (dal vecchio nome della strada, oggi Via dei Mori) ed alcune ville signorili (Villa Gori, Villa Marsili).

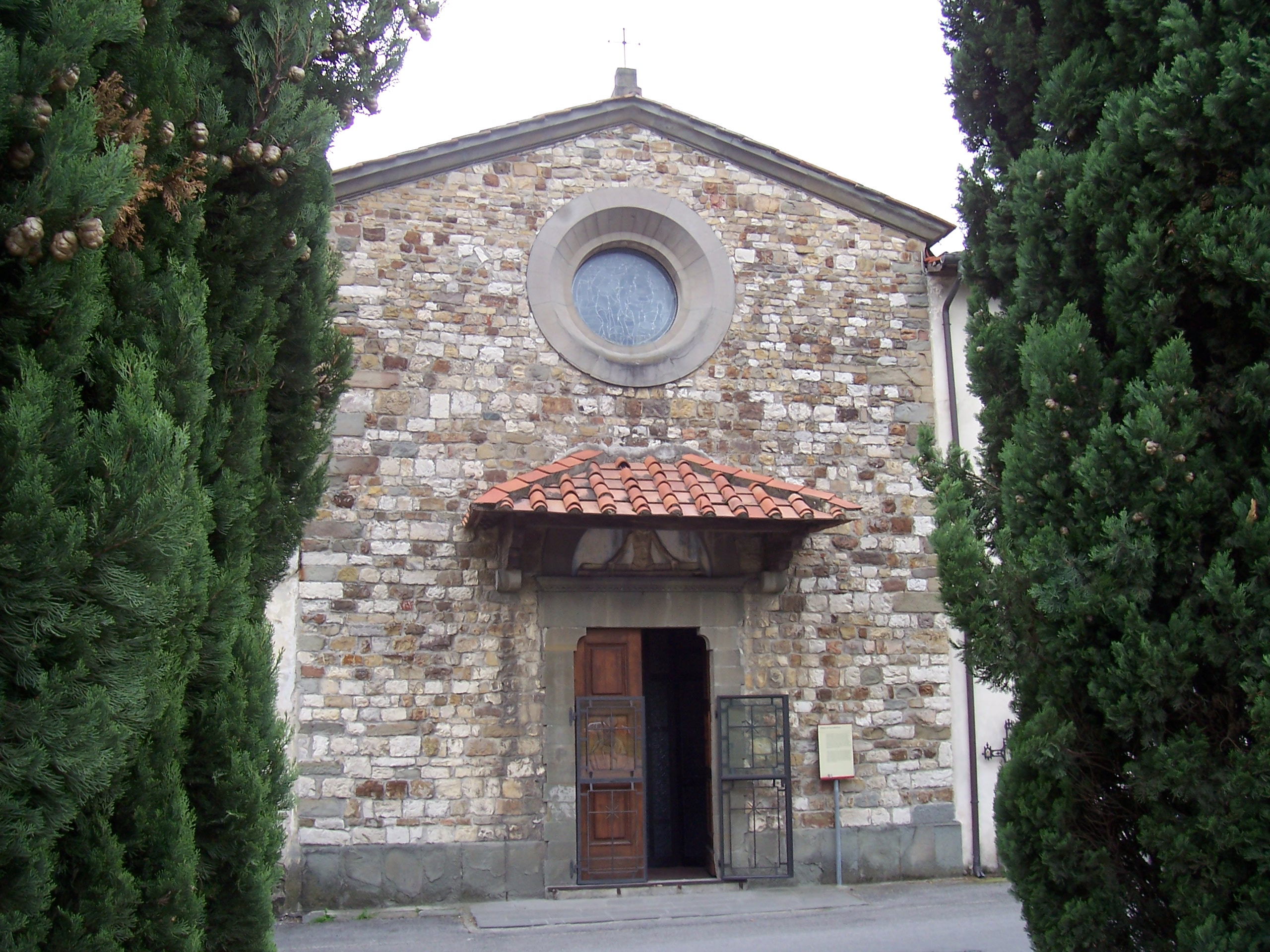
La chiesa di San Martino
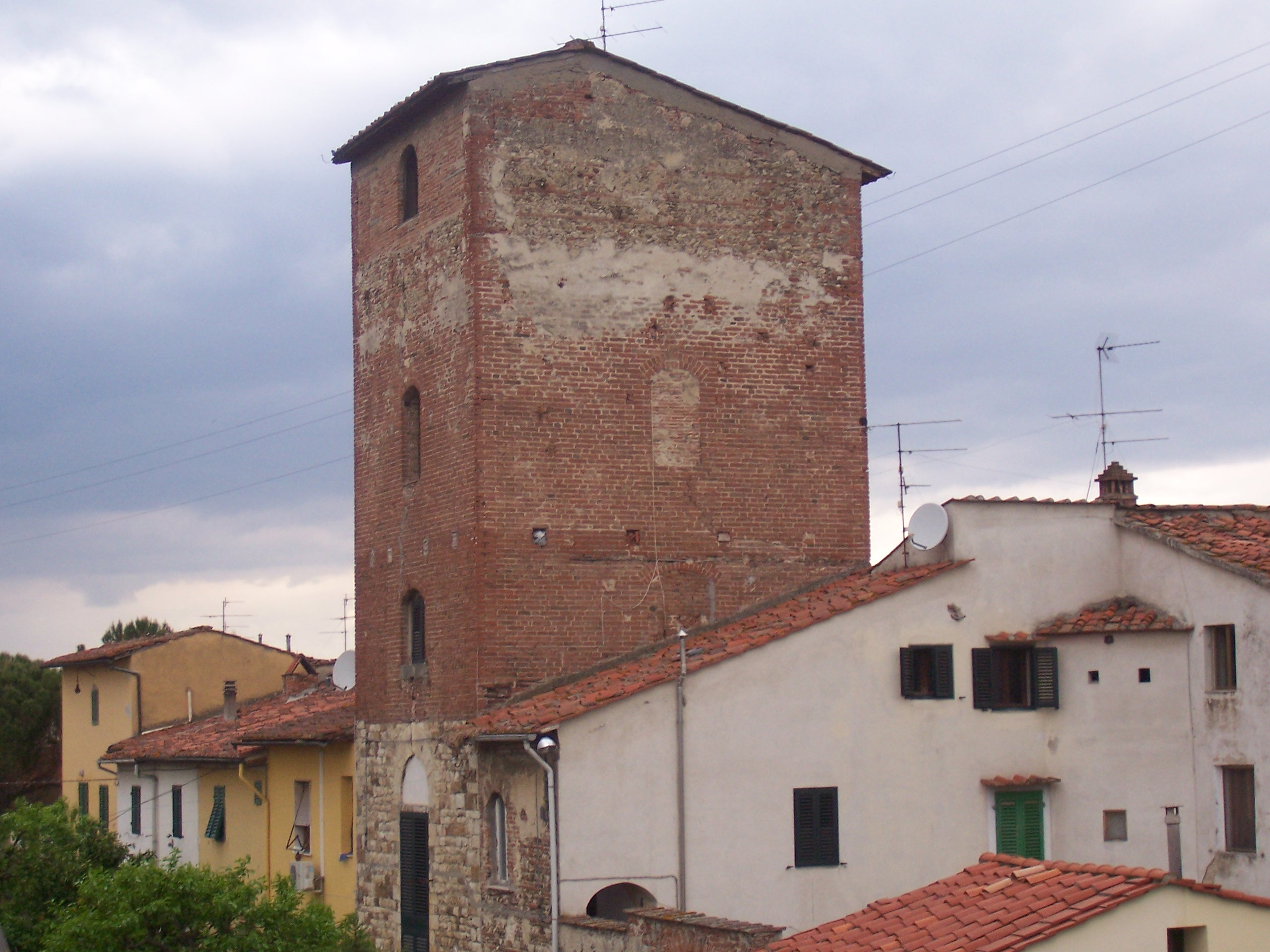
La torre Ginori